# Vivaldi (cràter)
Vivaldi és un cràter d'impacte en el planeta Mercuri de 213 km de diàmetre. Porta el nom del compositor italià Antonio Vivaldi (1678-1741), i el seu nom va ser aprovat per la Unió Astronòmica Internacional el 1976.
Té un anell interior prominent i gairebé continu de diàmetre d'aproximadament la meitat de l'anell exterior. A diferència d'algunes de les estructures multianul·lars lunars, no hi ha vestigis d'anells addicionals que siguin evidents al voltant d'aquest cràter. Es classifica com l'edat c3.